# تپه قصرشیرین
تپه قصرشیرین مربوط به دوره تاریخی - سده ۷ و ۸ ق است و در شهرستان درگز، ۱۰۰ متری جنوب روستای خادمانلو واقع شده و این اثر در تاریخ ۲۲ مرداد ۱۳۸۴ با شمارهٔ ثبت ۱۳۱۹۱ به‌عنوان یکی از آثار ملی ایران به ثبت رسیده‌است.